# 多蘭峰
多蘭峰（英語：Dolan Peak）是南極洲的山峰，位於瑪麗伯德地，處於亨德里克森峰西北面4公里，屬於夸爾茲山的一部分，海拔高度2,070米，美國地質調查局根據測量和美國海軍拍攝的空中照片繪入地圖，現時由南極條約體系管理。